# Alfred Fich
Alfred Harald Emil Fich, född 24 januari 1827 på Langeland, död 31 januari 1893 i Stockholm, var en dansk-svensk tidningsman.
Fich verkade först i Danmark som tidningsman och grundade 1867 i Stockholm Svenska Telegrambyrån, till en början för Wolffs Telegraphisches Bureaus räkning. Han inköpte den 1868, var dess direktör till slutet av 1892 och överlät den från 1893 till ett konsortium av Stockholmstidningar. 
Fich utgav 1869-75 "Correspondance de Stockholm", 1871-85 "Stockholms Korrespondens", 1871-73 "Stockholms Correspondenz" och 1876-82 "Schwedisch-norwegische Correspondenz". Han författade även artikeln Telegrambyråerne och tidningspressen (i "Fria ord" 1878).